# René Richon
Pour les articles homonymes, voir Richon.
René Jean Yves Richon est un réalisateur français né le 11 février 1949 à Marseille et mort le 22 décembre 2012 à Paris 18e.

## Biographie
René Richon a réalisé un seul long métrage, La Barricade du Point-du-Jour, évoquant la dernière semaine de la Commune de Paris dans une rue de Montmartre, qui est sorti en 1978.

## Filmographie

### Réalisateur
- 1978 : La Barricade du Point-du-Jour (+ scénario)

### Scénariste
- 1976 : L'Affiche rouge de Frank Cassenti, avec Michèle Mercier
- 1998 : Le Goût des fraises, téléfilm de Frank Cassenti

### Assistant réalisateur
- 1972 : L'Ingénu de Norbert Carbonnaux